# Colli di Rimini bianco
Il Colli di Rimini bianco è un vino DOC la cui produzione è consentita nella provincia di Rimini.

## Caratteristiche organolettiche
- colore: paglierino più o meno intenso
- odore: delicato, dal fruttato al floreale
- sapore: asciutto, sapido e armonico

## Produzione
Provincia, stagione, volume in ettolitri
- nessun dato disponibile